# Церне, Руди
Рудольф "Руди" Церне (нем. Rudi Cerne; 26 ноября 1958 Германия) — фигурист из Германии, серебряный призёр чемпионата Европы 1984 года, двукратный чемпион Германии (1978, 1980 годов) в мужском одиночном катании.

## Биография
Отец Руди Церне, в прошлом фигурист, привёл сына на каток, в возрасте 6 лет. Его тренером был известный фигурист Гюнтер Цоллер. После  чемпионата мира 1984 года перешёл в профессионалы, выступал в Холидэй он Айс. Работал тренером, тележурналистом, спортивным комментатором. В 1987 году Руди Церне женился, имеет дочь.
Отличался классическим стилем с красивыми линиями, чёткими, выверенными позициями, правильной формой вращений, за что его всегда поощряли судьи, добавляя оценки за артистизм. Владел четырьмя разными тройными прыжками.

## Спортивные достижения

### Мужчины
| Соревнования/Сезоны | 1972 | 1973 | 1974 | 1975 | 1976 | 1977 | 1978 | 1979 | 1980 | 1981 | 1982 | 1983 | 1984 |
| ------------------- | ---- | ---- | ---- | ---- | ---- | ---- | ---- | ---- | ---- | ---- | ---- | ---- | ---- |
| Зимние Олимпиады    |      |      |      |      |      |      |      |      | 13   |      |      |      | 4    |
| Чемпионаты мира     |      |      |      |      |      |      | 14   |      | 11   |      | 15   | 10   | 5    |
| Чемпионаты Европы   |      |      |      |      |      |      | 7    |      | *    |      | 4    | 7    | 2    |
| Чемпионаты Германии | 4    | 4    | 5    | 6    | 4    | 4    | 1    |      | 1    | 2    | 2    | 3    | 3    |

- * Снялся с соревнования